# South Weber
South Weber è un comune degli Stati Uniti d'America, nella Davis nello Stato dello Utah.